# Auvers-le-Hamon
 Auvers-le-Hamon  es una población y comuna francesa, situada en la región de Países del Loira, departamento de Sarthe, en el distrito de La Flèche y cantón de Sablé-sur-Sarthe.

## Demografía
| 1180 | 1066 | 935 | 1201 | 1197 | 1374 |
| Para los censos de 1962 a 1999 la población legal corresponde a la población sin duplicidades (Fuente: INSEE [Consultar]) |      |     |      |      |      |